# Bataille du Rocher de Frigiliana

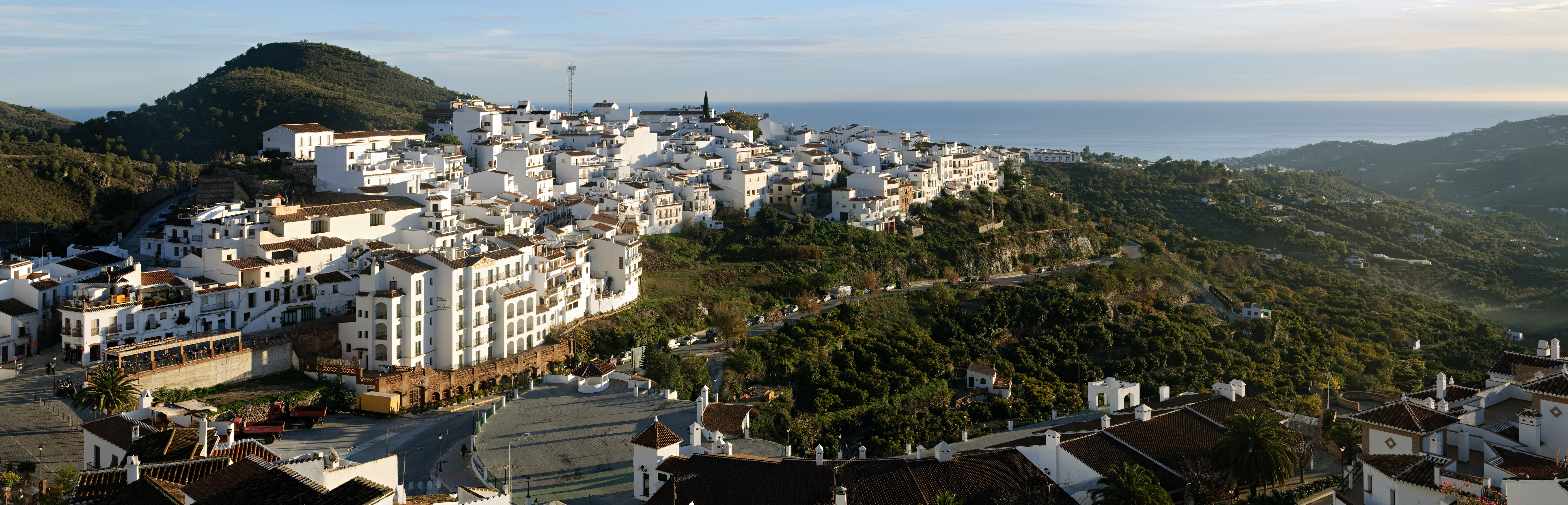
Vue de Frigiliana en décembre 2009.

La bataille du Rocher de Frigiliana ou de Bentomiz est un épisode de la Révolte des Alpujarras qui a eu lieu en juin 1569 dans la localité de Frigiliana, dans la province actuelle de Malaga, Espagne,,,,,.
La rébellion morisque qui avait éclaté à la Noël 1568 arriva à Bentomiz en avril 1569 quand le Morisque Almueden, accompagné par Andrés el Xorairán et Abén Audalla, alla à Canillas de Aceituno pour libérer son épouse, prisonnière d'un chrétien.

L'armée de Requesens débarquant aux Pays-Bas espagnols, gravure d'après un tableau de Cornelis Gerritsz Decker, 1703.

Mais le général Luis de Zúñiga y Requesens arriva en renfort avec des troupes italiennes et intercepta les communications entre les révoltés et les régences barbaresques. C'était le premier commandement important de ce chef qui, bien que nommé lieutenant général de la Mer en 1563, était  jusque-là surtout connu pour ses missions diplomatiques et en dernier lieu comme ambassadeur d'Espagne auprès du Saint Siège. Il amenait d'Italie 2 000 hommes des tercios de Lombardie et Naples. La traversée fut troublée par une tempête et par une mutinerie des galériens turcs et maghrébins réprimée par les soldats avec l'aide des galériens chrétiens. Le marquis de Mondéjar (es), commandant du littoral andalou, n'avait pas assez de troupes pour défendre efficacement la côte alors que la régence d'Alger n'était qu'à une journée de mer : il était urgent d'étouffer la révolte avant qu'elle ne s'étende aux Morisques d'Aragon, Murcie et Valence et que les Turcs et Barbaresques ne puissent intervenir. 
Les Morisques de l'Alpujarra se soulevèrent en plusieurs lieux, à Canillas de Aceituno, Sedella et Salares puis à Cómpeta et d'autres localités de la Sierra de Bentomiz. Ils décidèrent de se regrouper sur la hauteur dite Frigiliana l'Ancienne, alors inhabitée, qui passait pour avoir été une forteresse du nom de Sexifirmium sous les Romains, position à la fois très forte et proche de la mer. Le rocher formait un plateau accidenté, bordé par les gorges abruptes des rivières Chillar à l'est et Laurin à l'ouest : ses pentes étaient difficiles à escalader et les défenseurs pouvaient faire rouler des blocs de pierre sur les assaillants. Le corregidor de Vélez-Malaga, emporté par l'ardeur des volontaires locaux qui voulaient en découdre avec les infidèles, avait mené une première attaque avec 1 500 fantassins et un peu de cavalerie qui avait été un échec complet. 
Débarqué à Vélez-Malaga le 1er juin 1569, Requesens obtint de Don Juan d'Autriche la permission de marcher sur Frigililana avec 7 000 hommes. Les révoltés n'avaient que 4 000 hommes, y compris les vieillards, ils étaient mal équipés et presque sans arquebuses. Le 11 juin 1569, les troupes royales assaillirent le plateau de Frigililana par quatre côtés : elles furent repoussées sur trois points mais la quatrième colonne, renforcée par les milices de Malaga et Vélez, escalada une pente rocheuse très abrupte et prit à revers la défense morisque. Le combat fut acharné ; les vieillards se sacrifièrent pour résister jusqu'au dernier et permettre aux jeunes hommes, au nombre de 2 000, de s'enfuir pour continuer la lutte. Les soldats capturèrent 3 000 femmes dont la plupart moururent de faim, le général n'ayant prévu ni de les nourrir, ni de les distribuer comme butin. Les troupes de répression venues du nord trouvèrent le pays désert et n'eurent qu'à piller le bétail et les biens abandonnés. Les habitants en fuite, avec les 2 000 combattants valides, allèrent grossir les troupes d'Abén Humeya, ce qui prolongea la révolte.